# Dawn Chorus
Dawn Chorus / Canon of the Three Stars is een studioalbum van Isao Tomita; de laatste titel verscheen op het album in de Verenigde Staten. 
De titel van het album is ontleend aan het tijdstip vlak voor de dauw als de zonneschijn nog net niet het plekje heeft bereikt. Vlak daarvoor zijn allerlei signalen van andere sterren nog in de ruimte en lucht om ons heen waarneembaar, voordat de zon ze wegdrukt. Het zou aanleiding zijn voor de vogels om te gaan zingen. Het Plasma Symphony Orchestra is geen echt symfonieorkest, maar een benaming voor de speciaal voor Tomita ontwikkelde Cosmo-computer en verdere apparatuur. Via die Cosmo-computer zijn de radio- en andere golven in de synthesizergeluiden verwerkt. Materiaal werd aangeleverd door onder meer NASA en het Astronomisch Observatorium van Tokio.
Tomita’s bewerking van Johann Pachelbels Canon werd in die tijd ook meegeperst op een verzamelalbum gewijd aan dit werk.
Bij Adagio werd nog vermeld dat dat werk van Tomaso Albinoni was; tegenwoordig wordt ervan uitgegaan dat het geschreven is door Remo Giazotto. Het belandde wel als een sample op een album van Sigue Sigue Sputnik.   

## Musici
- Isao Tomita - synthesizers

## Muziek
| Nr. | Titel                                                                      | Duur |
| --- | -------------------------------------------------------------------------- | ---- |
| 1.  | (4) Dawn Chorus (Heitor Villa-Lobos: Bachianas brasileiras nr. 4, Prelude) | 5:41 |
| 2.  | (2) Whistle Train (Villa-Lobos: Bachianas Brasileiras nr. 2: Toccata)      | 4:06 |
| 3.  | (6) Pegasus (Villa-Lobos: Bachianas Brasileiras nr. 7 :Toccata)            | 7:11 |
| 4.  | (8) Vela-X-Pulsar (Villa-Lobos : Bachianas Brasileiras nr. 4 : Coral)      | 4:05 |
| 5.  | (5) Adagio of the Sky (Tomaso Albinoni / Remi Giazotto)                    | 6:11 |
| 6.  | (7) Cosmic Chorale (Johann Sebastian Bach: Joy of Man’s Desiring)          | 3:33 |
| 7.  | (3) Vocalise (Sergej Rachmaninov)                                          | 5:51 |
| 8.  | (1) Canon of Three Stars (Johann Pachelbel)                                | 5:54 |